# Indiano
Pour les articles homonymes, voir indien.

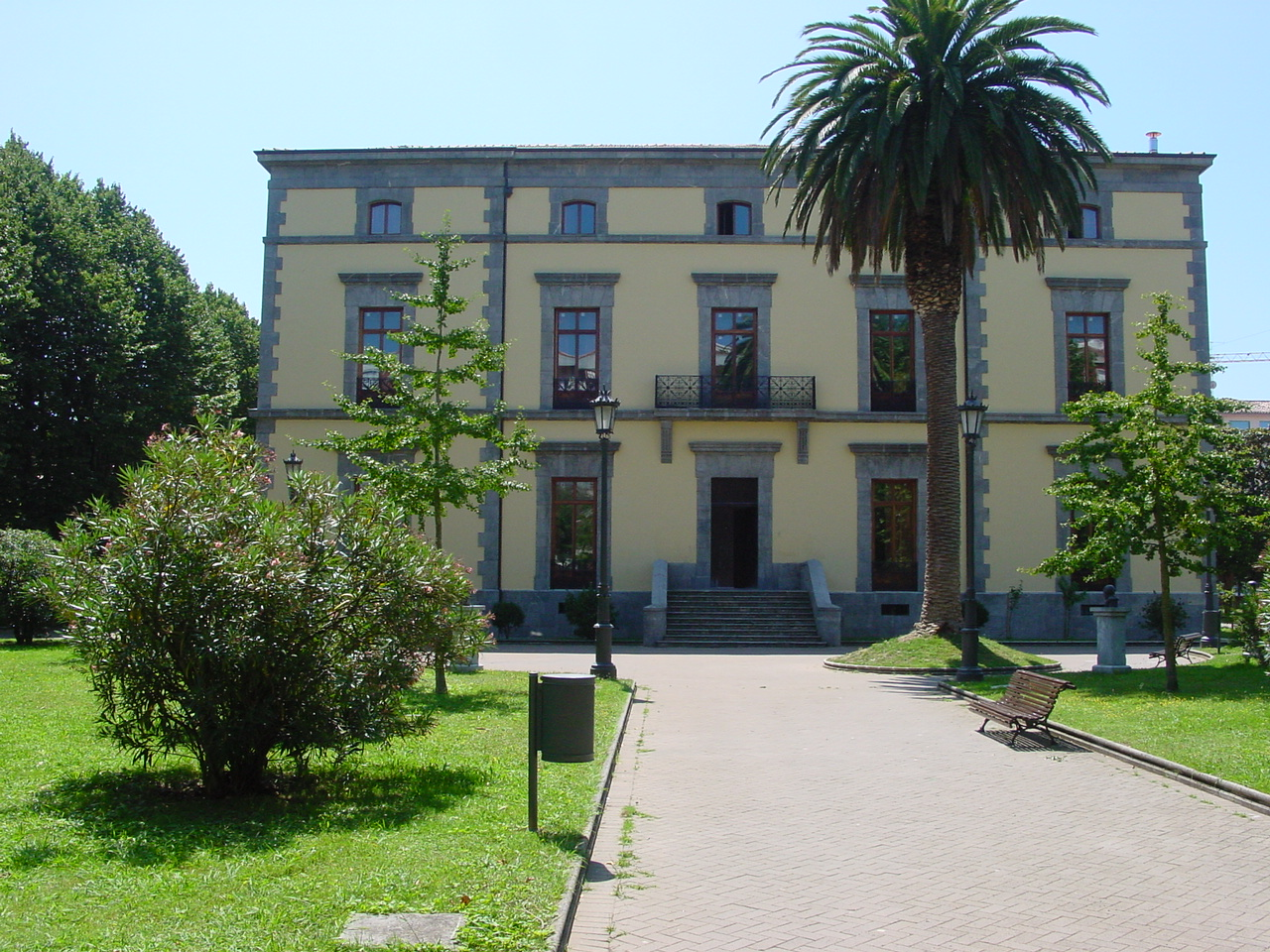
Le palais du marquis de Manzanedo es à Santoña.

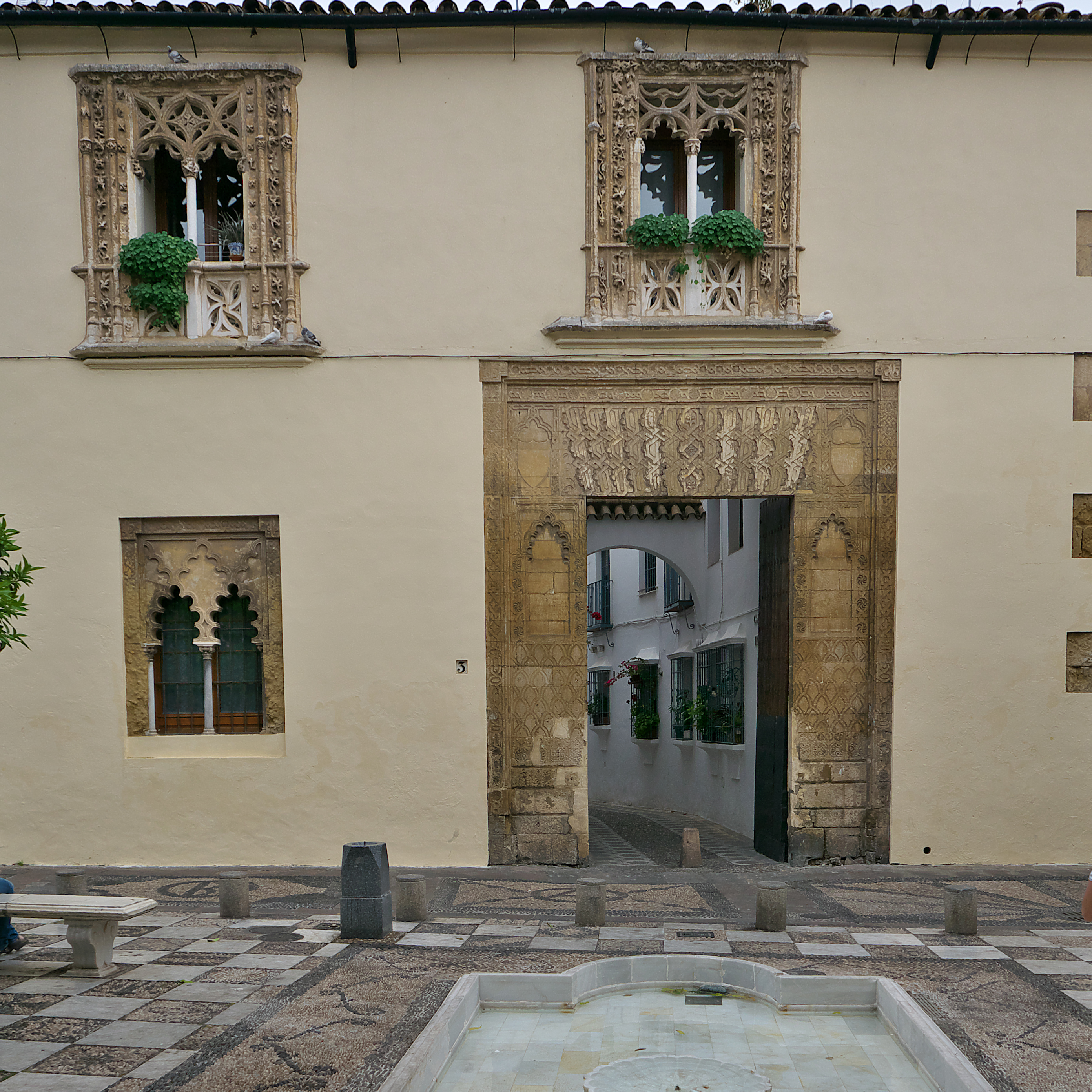
Casa de los Ceas es à Cordoue, connue comme maison de l'Indiano pour avoir été achetée par Juan Cosme Paniagua.

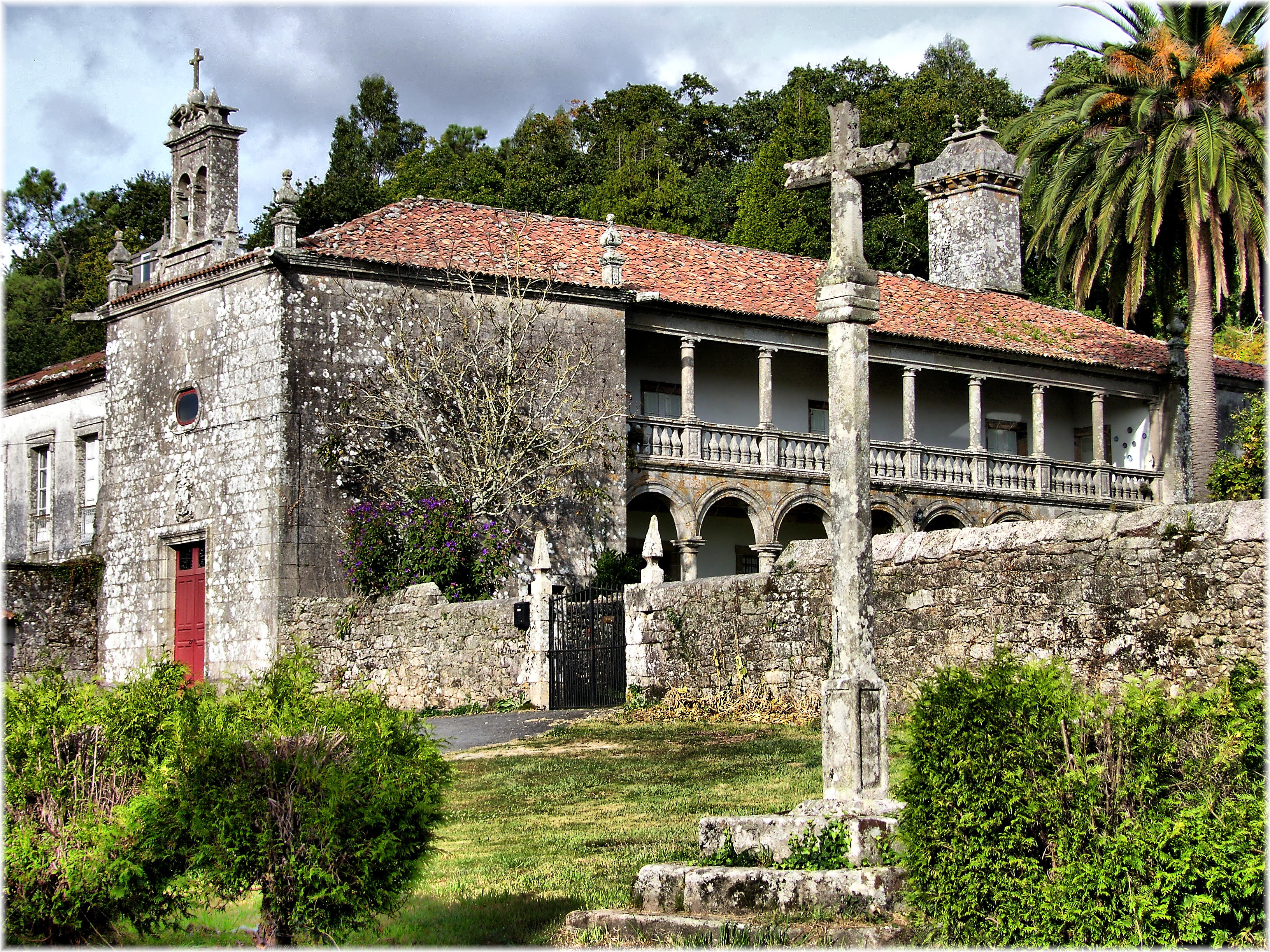
Pazo de Trasariz, à Vimianzo.

Un indiano est un colon espagnol qui partait vers l'Amérique espagnole et en revenait riche. Le terme est devenu un personnage littéraire dès le siècle d'or espagnol, par exemple avec Lope de Vega. Le terme s'étend aux descendants de ces colons avec une connotation admirative ou péjorative selon le contexte.

## Littérature
Dès le XVIe siècle, Lope de Vega décrivit nombre de voyages aux « Indes ». Il introduisit l'« indiano » comme personnage littéraire. C'est un personnage à la fois en quête de richesse et un enrichi, le terme est souvent utilisé de façon péjorative dans ses nouvelles (La noche de San Juan, El premio del bien hablar, La moza de cántaro; Amar, servir y esperar, El desprecio agradecido, etc.)
Calderón de la Barca utilise également l'indiano, mais comme personnification de la richesse. Il le fit par exemple dans ces vers :
| Espagnol | Français |
| --- | --- |
| Eugenia : [...] Buenos son ; pero diez años de Indias son mucho mejores. Yo pensaba que el adagio de tener el padre alcalde era niño comparado con la suma dignidad de tener el padre indiano Guárdate del agua mansa | Eugénie : [...] ils sont bons ; mais dix années aux Indes sont encore meilleures. Je pensais que l'adage d'avoir un père maire était un enfant comparé à l'immense dignité d'avoir un père indiano. Garde toi de l'eau qui dort Vers 796-802. |

L'expression « Indien de fil noir » (Indiano de hilo negro) est définie comme un homme riche, avare, détestable et mesquin.

## Histoire
Après l'indépendance des colonies espagnoles, entre la fin du XIXe siècle et le début du XXe siècle, les « indianos » se convertirent en caciques. À cette époque, nombre de régions côtières espagnoles virent une émigration de leurs jeunes vers l’Amérique latine pour y faire fortune, soit pour rejoindre leur famille déjà installée sur place, soit pour établir un commerce avec l'Europe. Si certains en revinrent riches, la majeure partie ne fit pas fortune mais put fuir la misère de l'Espagne.
Certains purent rentrer plusieurs années plus tard, après avoir amassé de grandes fortunes qui leur valurent parfois des titres de noblesse. Leurs fonds furent réinvestis dans l'économie locale, notamment dans la construction et l'industrie.

## Peinture
- Le musée de Santa Cruz de La Palma (Tenerife) conserve un fameux dessin, naïf mais très éloquent, de Juan Bautista Fierro Van de Walle en 1911[5].
- José Gutiérrez-Solana, fils d'un indiano cantabre enrichi dans l'industrie minière au Mexique, illustre le sujet dans son tableau Le Retour de l'indiano vers 1924[6].
- Plus récemment, Eduardo Úrculo a réinterprété le thème du retour de l'indiano de façon pop dans une série de tableaux, dont certains sont visibles au Musée de l'émigration des Asturies à Colombres[7].